# Erigeron floribundus
El ayaguachi del Perú (Erigeron floribundus) es una especie perteneciente a la familia Asteraceae. Originaria de América.

## Descripción
Es una hierba anual que alcanza un tamaño de 1,5 m de alto; tiene los tallos erectos, simples o ramificados, cilíndricos, estriados, densamente pubescentes a escabridos. Hojas pálidas de color gris verdoso, sésiles, lineares a lanceoladas de 2,5 a 15 cm de largo, 0,2 a 3 cm de ancho, cuneadas base, márgenes enteros o dentados, ápice agudo. Las inflorescencias en capítulos de 4-8 mm de largo, agrupados en panículas terminales de hojas laxas de 10 o más cimas de varios capítulos laxamente dispuestos; tallos de capítulos individuales de 0,2-3 cm de largo. Floretes marginales blanquecino o crema con rosa a las puntas púrpura, de 60 a varios cientos, erectos rayos; florecillas centrales blancas a amarillas. Los frutos son aquenios oblongo-cilíndricos, aplanados o no, de 1-2 mm de largo, 2 acanalado, pilosa a pubescente.

## Taxonomía
Erigeron floribundus fue descrita por (Kunth) Sch.Bip. y publicado en Bulletin de la Société Botanique de France 12: 81. 1865.
Sinonimia
- Baccharis ivifolia Blanco
- Conyza bonariensis var. leiotheca (S.F.Blake) Cuatrec.
- Conyza bonariensis var. microcephala (Cabrera) Cabrera
- Conyza bonariensis f. subleiotheca Cuatrec.
- Conyza elata Kunth & Bouché
- Conyza flahaultiana Sennen
- Conyza floribunda Kunth
- Conyza floribunda var. floribunda
- Conyza floribunda var. laciniata Cabrera ex G.M.Barroso
- Conyza naudinii Bonnet
- Conyza sumatrensis (Retz.) E.Walker
- Conyza sumatrensis var. floribunda (Kunth) J.B.Marshall
- Conyza sumatrensis var. leiotheca (S.F.Blake) Pruski & G.Sancho
- Dimorphanthes floribunda (Kunth) Cass.
- Erigeron bonariensis var. floribundus (Kunth) Cuatrec.
- Erigeron bonariensis f. glabrata Speg.
- Erigeron bonariensis f. grisea Chodat
- Erigeron bonariensis var. leiothecus S.F.Blake
- Erigeron crispus subsp. naudinii (Bonnet) Bonnier
- Erigeron flahaultianus Thell.
- Erigeron musashensis Makino
- Erigeron naudinii (Bonnet) P.Fourn.
- Marsea bonariensis var. leiotheca (S.F.Blake) V.M.Badillo[5]